# Kurmasana

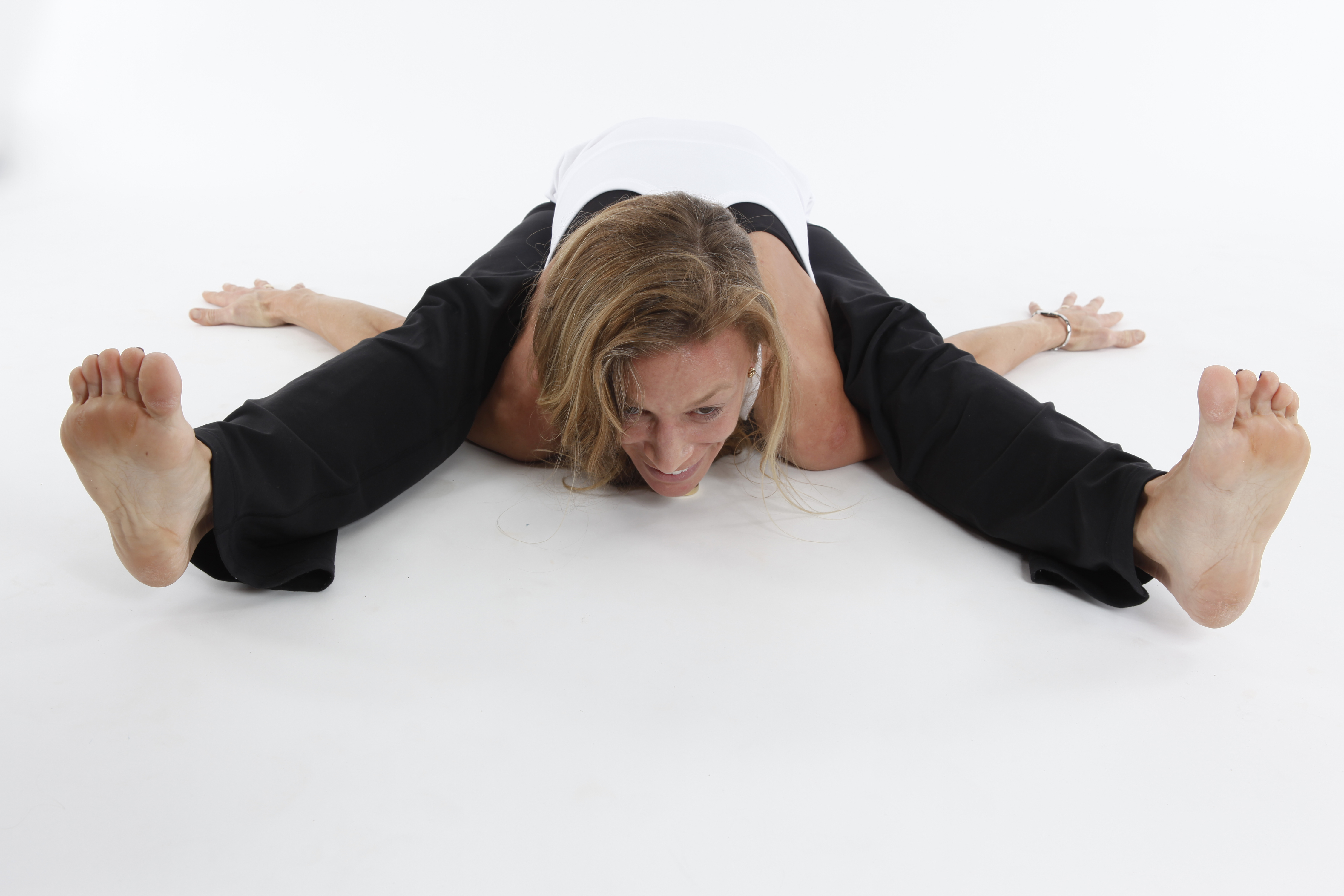
Kurmasana

Kurmasana ovvero posizione della tartaruga, è una āsana di Hatha Yoga della categoria delle "posizioni sedute". Il termine deriva dal sanscrito "kurma" che significa "tartaruga" e "āsana" che significa "posizione". Kūrma è anche un avatar del dio Visnù.

## Scopo della posizione
Lo scopo della posizione è allungare i muscoli di gambe e braccia e distendere la colonna vertebrale.

## Posizione
Seduti, allargare le gambe tenendo leggermente piegate le ginocchia, con i piedi a martello. Espirando, scendere con il tronco verso terra, facendo passare le mani sotto le ginocchia, con i palmi a terra, allungando le braccia lateralmente, fino a toccare terra con le spalle e la fronte. Distendere le ginocchia e infine alzare la testa, appoggiando il mento a terra. Inspirando, sciogliere la posizione.